# ستژمشنا
ستژمشنا (به لهستانی:  Strzemeszna) یک روستا در لهستان است که در گمینا چرنگویتسه واقع شده‌است. ستژمشنا ۳۵۰ نفر جمعیت دارد.